# Hopea sublanceolata
Espèce
Statut de conservation UICN

 VU A2cd : Vulnérable
Hopea sublanceolata est une espèce de plantes du genre Hopea de la famille des Dipterocarpaceae.